# 瓦西列·卢卡
瓦西列·卢卡（羅馬尼亞語：Vasile Luca；1898年6月8日—1963年7月27日），罗马尼亚、苏联共产党政治家，莫斯科派，匈牙利族中的塞凯伊族，匈牙利名:卢卡·安德拉什·拉斯洛（匈牙利語：Luka András László），罗马尼亚工人党中央政治执行委员会委员、中央书记处书记，罗马尼亚部长会议副主席兼财政部长。

## 生平
1898年，出生于特兰西瓦尼亚科瓦斯纳县卡塔利娜乡卡塔利娜村。1915年，被奥匈帝国军队征召入伍。1918年，参加“国民警卫队”，为保卫特兰西瓦尼亚同罗马尼亚军队作战。1919年，入党。1922年，参与建立布拉索夫地区的党组织。
1923年，任布拉索夫铁路工厂工会主席。1924年，第一次被捕。1929年，组织和领导卢佩尼的日乌河谷矿工罢工。1933年，参与格里维察大罢工，第二次被捕。1938年，第三次被捕。
1940年，加入苏联国籍，任切尔诺夫策市苏维埃执行委员会副主席，并当选为乌克兰苏维埃社会主义共和国最高苏维埃民族院代表。1941年，任莫斯科广播电台罗马尼亚语频道编辑部和共产国际支持的罗马尼亚自由广播电台的主要负责人。1943年，组建“图多尔·弗拉迪米雷斯库”罗马尼亚志愿兵师。1944年，随苏联红军返回罗马尼亚。
1945年，为罗共中央委员、中央政治局委员、中央委员会书记。1946年，参加了巴黎国际和平会议。1947年，被授予罗马尼亚陆军少将军衔，任罗马尼亚人民共和国政府第一任财政部长。1948年，任简化和精简国家机构委员会主席。1949年，任罗马尼亚人民共和国部长会议副主席。1950年，任罗马尼亚工人党中央组织局委员。
1952年，被指责“严重偏离社会主义道路”，“脱离工人阶级”和执行“右倾机会主义路线”等，被判处死刑，后在莫斯科的干预下，改为无期徒刑。1968年，平反，恢复名誉。